# Toc (okręg Arad)
Toc – wieś w Rumunii, w okręgu Arad, w gminie Săvârșin. W 2011 roku liczyła 393 mieszkańców. 